# Senna alexandrina
Senna alexandrina là một loài thực vật có hoa trong họ Đậu. Loài này được Mill. miêu tả khoa học đầu tiên.

## Hình ảnh

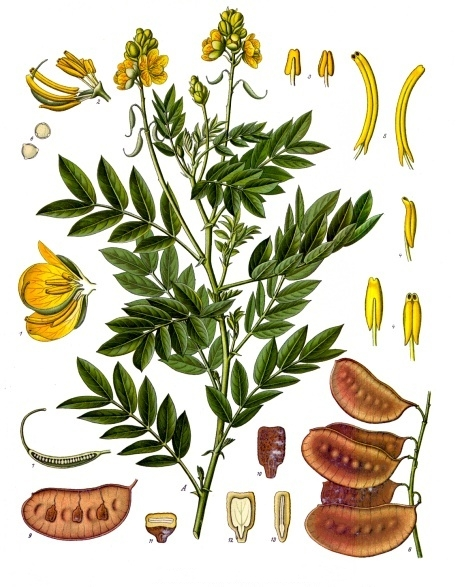
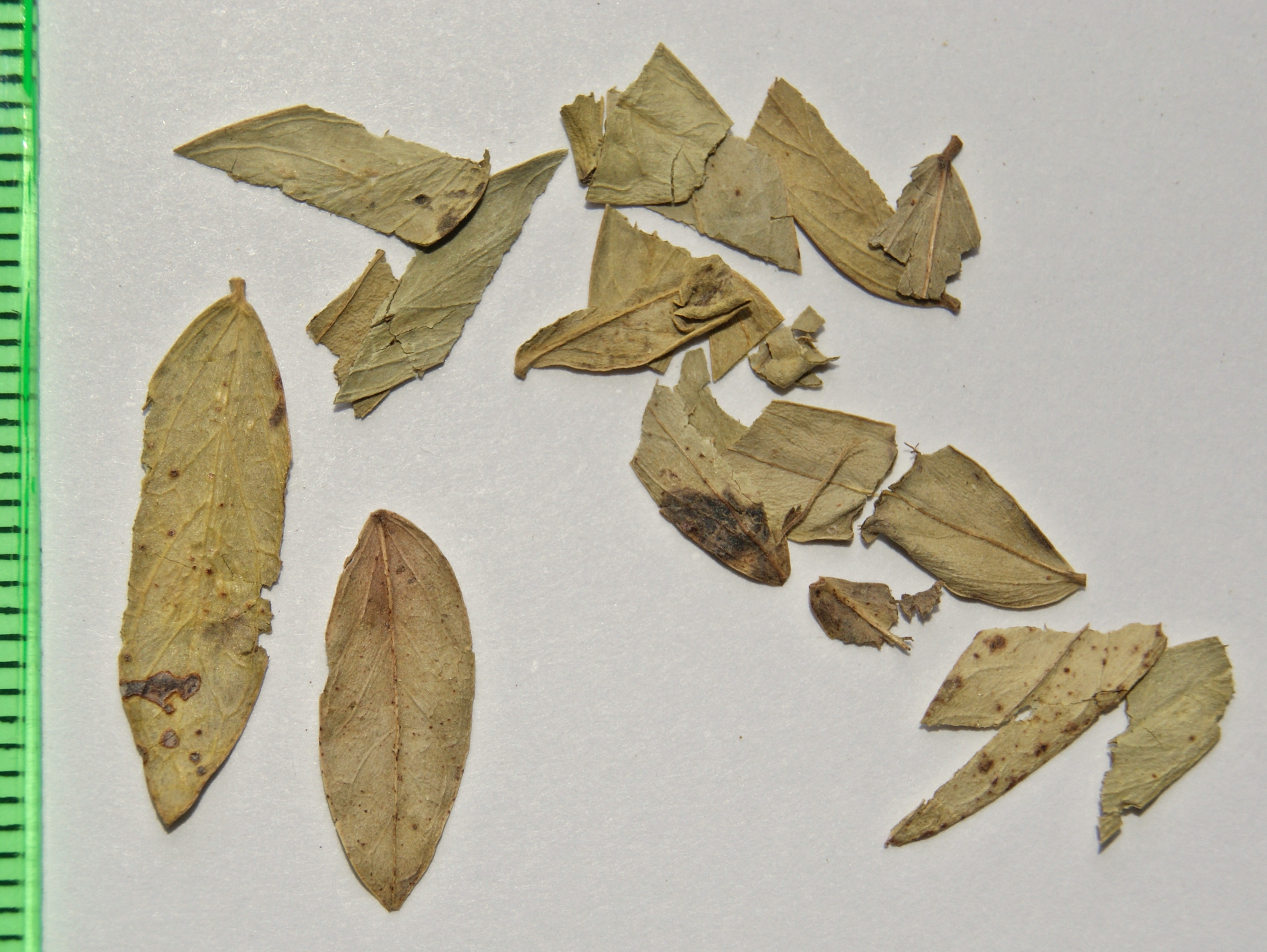
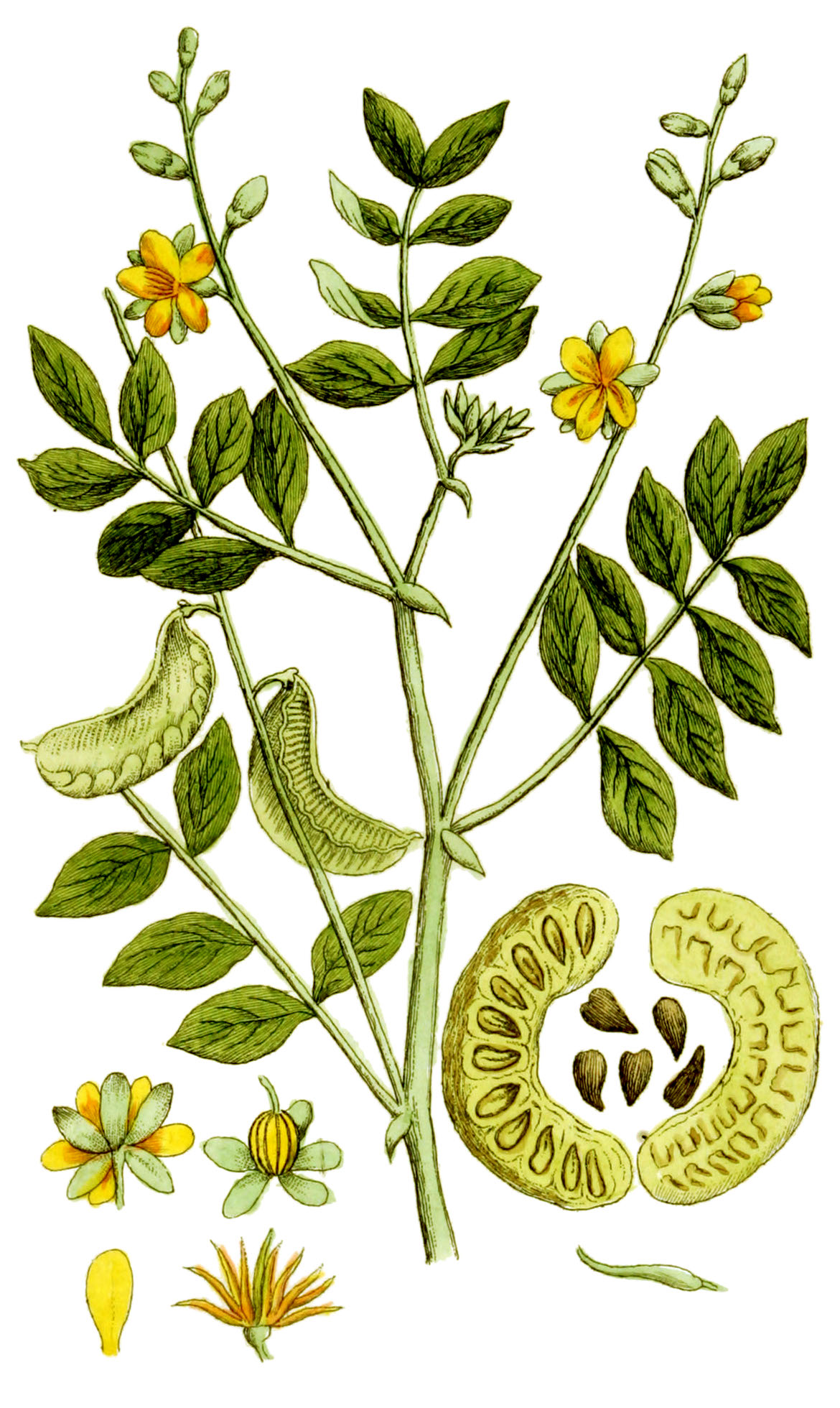